# Turunba
Turunba (arab. ترنبة) – miejscowość w Syrii, w muhafazie Idlib. W 2004 roku liczyła 3623 mieszkańców.